# Elzwiesen
Elzwiesen ist ein Naturschutzgebiet und Landschaftsschutzgebiet in Baden-Württemberg. Es ist ein kulturhistorisches Dokument einer alten Bewirtschaftungsform (Wässerwiesen) entlang der Elz als ein Brutgebiet für gefährdete Vogelarten und Rast- und Nahrungsgebiet für Durchzügler.

## Geographie
Das Natur- und Landschaftsschutzgebiet liegt im Naturraum Offenburger Rheinebene auf dem Gebiet der Gemeinden Kenzingen, Rheinhausen im Breisgau und Rust im Landkreis Emmendingen und im Ortenaukreis in Baden-Württemberg.

## Steckbrief
Das Gebiet wurde mit Verordnung des Regierungspräsidiums Freiburg vom 6. November 1990 als Natur- und Landschaftsschutzgebiet ausgewiesen. Diese Verordnung wurde am 25. März 2004 erneuert, die Verordnung von 1990 trat dabei außer Kraft. Das NSG wird unter der Schutzgebietsnummer 3.174 beim Regierungspräsidium Freiburg geführt. Es hat eine Fläche von 410,8 Hektar, wovon 281,5 ha auf den Landkreis Emmendingen und 129,3 ha auf den Ortenaukreis fallen. Das Naturschutzgebiet ist in die IUCN-Kategorie IV, ein Biotop- und Artenschutzgebiet, eingeordnet. Die WDPA-ID lautet 162939 und entspricht dem europäischen CDDA-Code und der EUNIS-Nr. Das Gebiet ist auch Teil des europäischen Schutzgebietsnetzes Natura 2000 mit einer Fläche von 4.929,17 ha.
Der Schutzzweck des Naturschutzgebietes ist
1. „die Erhaltung eines großflächigen Wiesengebietes in der Elzniederung, mit einem naturnahen Flussabschnitt der Alten Elz im südlichen Bereich,
  - als kulturhistorisches Dokument einer alten Bewirtschaftungsform (Wiesenwässerung) mit noch ursprünglichen wasserbaulichen Anlagen;
  - als Lebensraum für mehrere seltene und gefährdete Tierarten, insbesondere von in den Wiesen brütenden Vogelarten.
2. Schutzzweck ist auch die Erhaltung der Lebensraumtypen und Arten der FFH-Richtlinie und der Vogelschutzrichtlinie wie Fließgewässer mit flutender Wasservegetation und Magere Flachland-Mähwiesen, die Gemeine Flussmuschel, die Helm-Azurjungfer, der Große Feuerfalter, der Große Brachvogel sowie mehrere hier als Durchzügler oder Wintergäste vorkommende Zugvögel, insbesondere Wat- und Greifvogelarten.“

## Landschaftsschutzgebiet
Zur Sicherung des Naturschutzgebietes vor Beeinträchtigungen sowie zur Verwirklichung des Schutzzwecks wurde ergänzend durch die oben bereits aufgeführte Verordnung des Regierungspräsidiums Freiburg mit einer Größe von insgesamt rund 327 Hektar ein Landschaftsschutzgebiet eingerichtet. Das LSG liegt mit rund 137 Hektar (Schutzgebietsnummer 3.17.020) im Ortenaukreis und mit rund 190 Hektar (Schutzgebietsnummer 3.16.013) im Landkreis Emmendingen.